# Mary Chase
Mary Chase (Denver, 25 de febrero de 1906 - 20 de octubre de 1981) fue una dramaturga y autora de cuentos para niños estadounidense. Escribió más de cuarenta piezas de teatro y dos cuentos para niños. También trabajó como periodista durante 30 años en el diario Rocky Mountain News.

## Biografía
Una de sus piezas más conocida fue Harvey, representada con éxito en el Circuito de Broadway desde 1944 a 1949 (con Josephine Hull y Jesse White); en la versión de 1970 contó con famosos veteranos como James Stewart y nuevamente Jesse White. 
Algunas de sus obras han sido adaptadas al cine y a la televisión, entre otras, Sorority House (1939) y Bernardine (1957).

## Obras

### Teatro
- Me Third (1936)
- Sorority House (1938)
- Slip of a Girl (1941)
- Harvey (1944)
- The Next Half Hour (1945)
- Bernardine (1952)
- Lolita (1954)
- Mrs. McThing (1954)
- Midgie Purvis (1961)
- The Prize Play (1961)
- The Dog Sitters (1963)
- Mickey (1969)
- Cocktails With Mimi (1974)
- The Terrible Tattoo Parlor (1981)

### Cuentos para niños
- Loretta Mason Potts (1958)
- The Wicked, Wicked Ladies In the Haunted House (1968)